# Lygisaurus malleolus
Lygisaurus malleolus — вид сцинкоподібних ящірок родини сцинкових (Scincidae). Ендемік Австралії.

## Поширення і екологія
Lygisaurus malleolus мешкають на північному сході Квінсленду, від Кернса до Куктауна. Вони живуть в евкаліптових лісах, серед опалого листя та густої лісової підстилки, особливо серед скельних виходів, повалених дерев і купин трави. Зустрічаються на висоті від 900 до 1000 м над рівнем моря.